# Aeroporto di Wichita Mid-Continent
L'Aeroporto di Wichita Mid-Continent  è un aeroporto situato a sud ovest di Wichita in Kansas negli Stati Uniti d'America.